# Завод суперфосфату в Аліканте
Завод суперфосфату в Аліканте — колишній виробничий майданчик на півдні Іспанії.
На початку 20 століття в Іспанії почався бум виробництва фосфорного добрива — суперфосфату, чому сприяла географічна близькість до фосфоритів Північної Африки (хоча могли імпортувати сировину і з США). Серед перших за цю діяльність узялась компанія SA Cros, яка після запуску продукування суперфосфату на майданчику в Бадалоні відкрила у 1907-му другий завод у Аліканте (всього ж за три десятиліття компанія запустила чи придбала більше десятка заводів суперфосфату по всій країні).
Станом на середину 1950-х проєктна потужність майданчика становила 115 тисяч тонн суперфосфату на рік.
У 1978-му завод в Аліканте закрили з екологічних міркувань.